# Slavošovice (Libín)
Slavošovice jsou malá vesnice, část obce Libín v okrese České Budějovice v Jihočeském kraji. Nachází se asi dva kilometry západně od Libína. Slavošovice leží v katastrálním území Slavošovice u Lišova o rozloze 7,19 km².

## Název
Název vesnice vznikl odvozením ve významu ves lidí Slavošových. Historický tvar Slabošovice byl odvozen spojením názvu vsi se slovem slaboši. V historických pramenech se jméno objevuje ve tvarech: de Slaboschowicz (1364), Slawossouicz (1376), Slawossewicz (1386), Slawossowicz (1389), v Slavošovicích (1409), Slawossowicz (1600), Slaboschowicz (1789) a Slabossowice (1841).

## Historie
První písemná zmínka o vesnici pochází z roku 1364.

## Obyvatelstvo
| Rok            | 1869 | 1880 | 1890 | 1900 | 1910 | 1921 | 1930 | 1950 | 1961 | 1970 | 1980 | 1991 | 2001 | 2011 | 2021 |
| -------------- | ---- | ---- | ---- | ---- | ---- | ---- | ---- | ---- | ---- | ---- | ---- | ---- | ---- | ---- | ---- |
| Počet obyvatel | 182  | 185  | 147  | 190  | 191  | 194  | 178  | 137  | 115  | 80   | 54   | 61   | 55   | 78   | 83   |
| Počet domů     | 30   | 34   | 35   | 33   | 34   | 36   | 41   | 43   | 34   | 26   | 27   | 29   | 37   | 43   | 42   |

## Obecní správa
Při sčítání lidu v letech 1850–1943 Slavošovice byly samostatnou obcí v okrese České Budějovice (v letech 1850–1910 Budějovice). V letech 1943–1945 byly osadou obce Libín, ale v letech 1945–1971 byly uváděny znovu jako obec, se kterým patřily nejprve do okresu České Budějovice, ale v roce 1950 v okrese Třeboň a od roku 1960 opět v okrese České Budějovice. Od 26. listopadu 1971 jsou opět částí obce Libín v okrese České Budějovice, kdy se konaly obecní volby. V letech 1850–1886 k obci patřily Vlkovice.

## Galerie

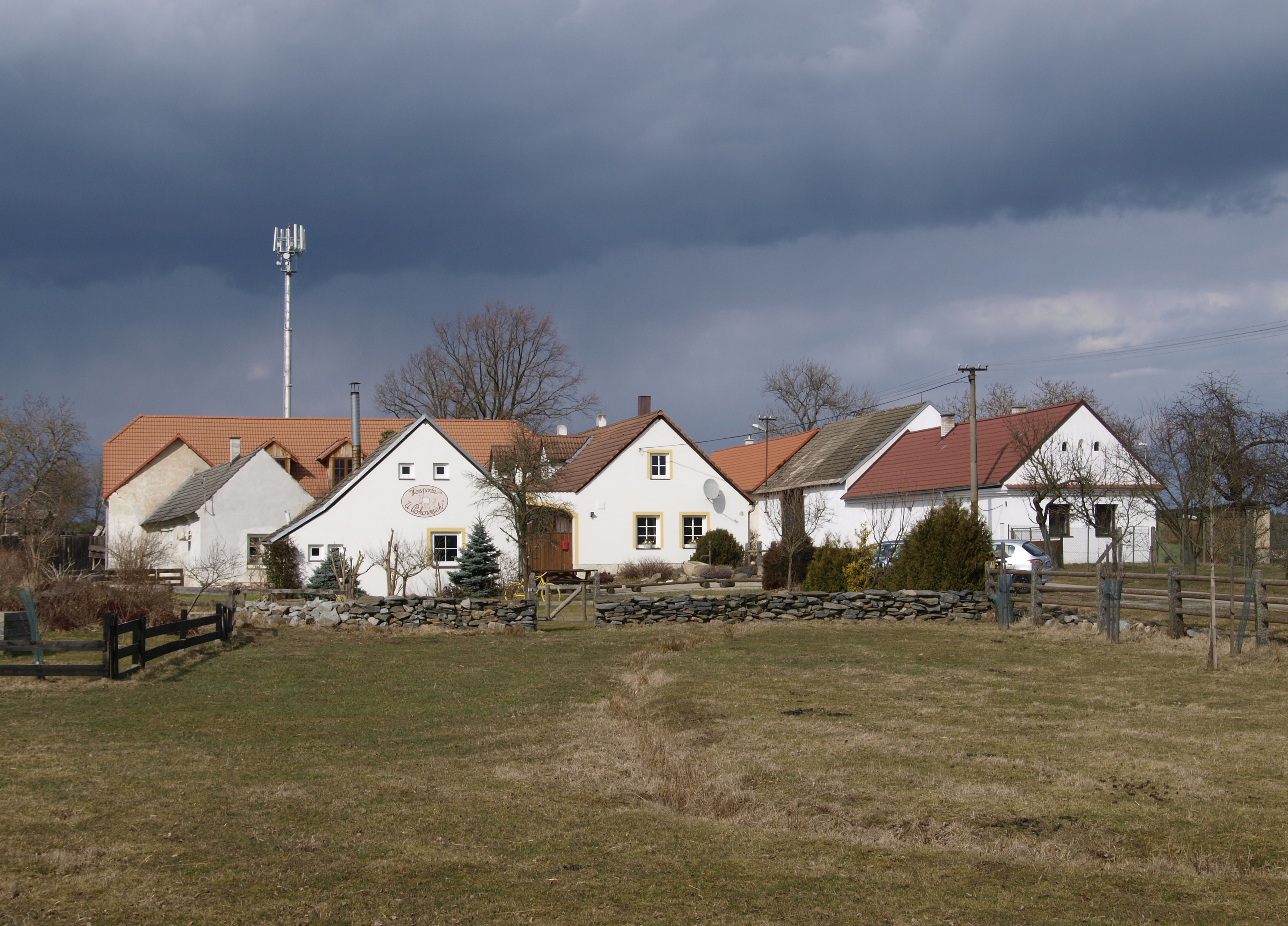
Budovy v severní části obce
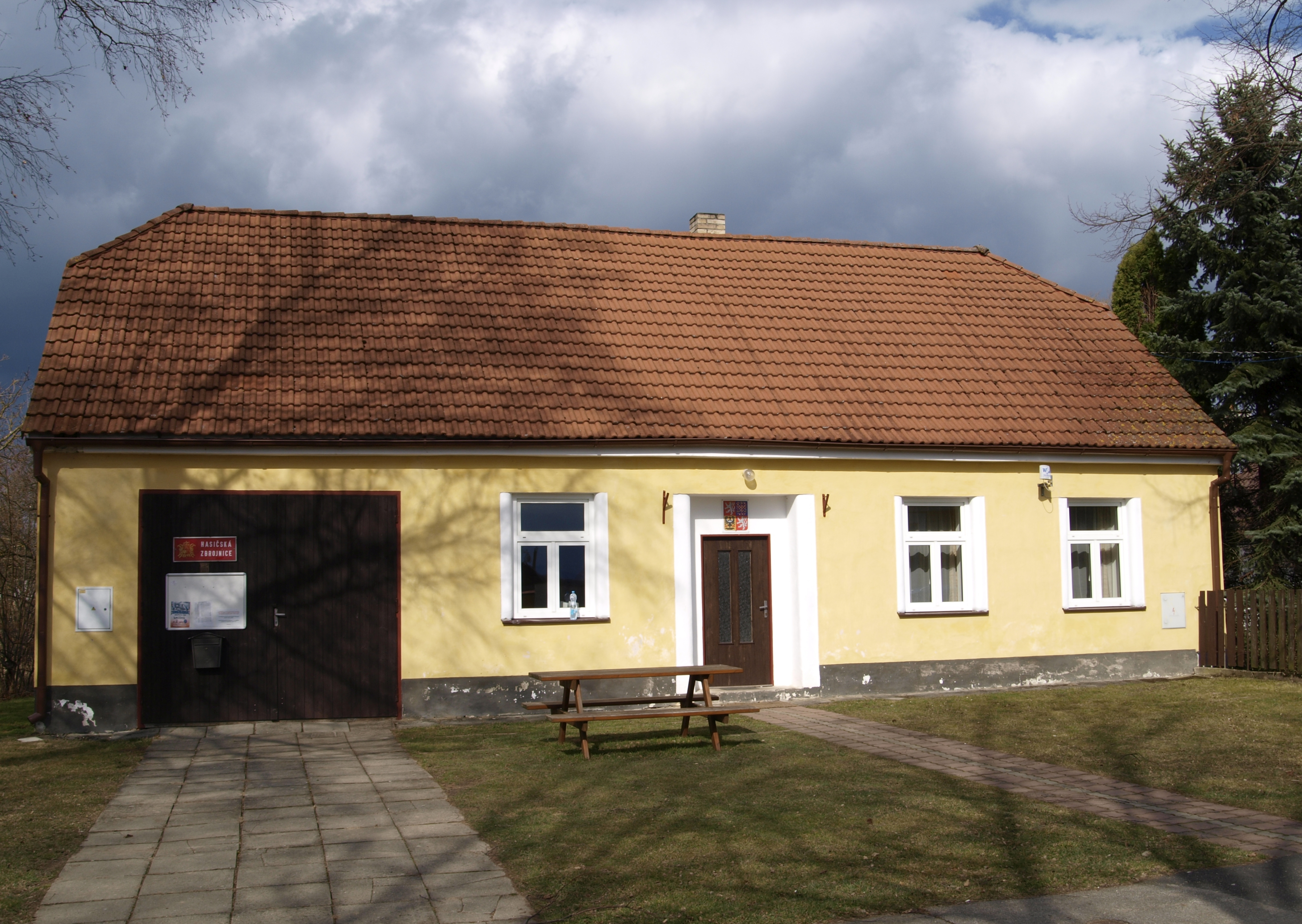
Hasičská zbrojnice
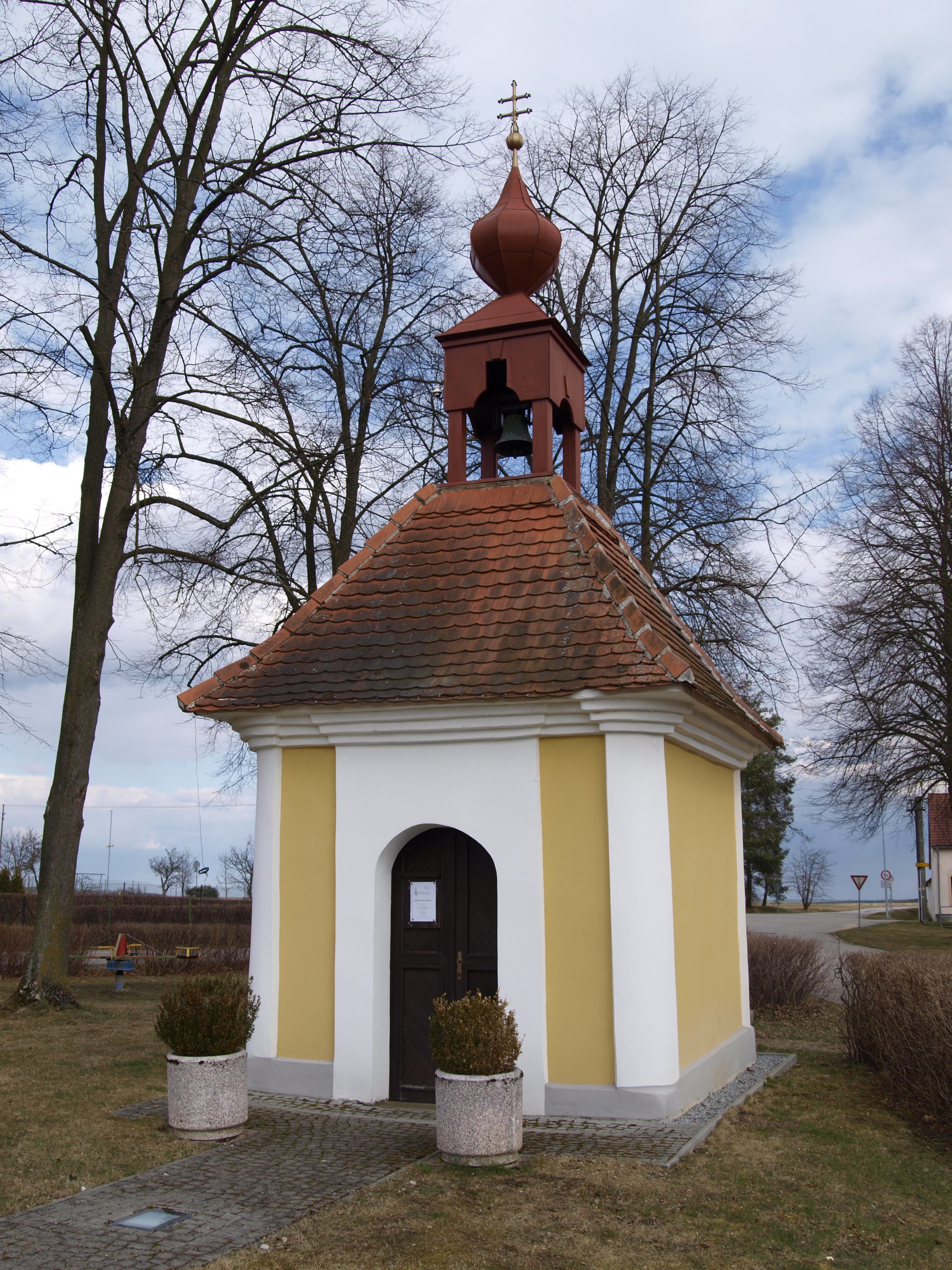
Zvonička
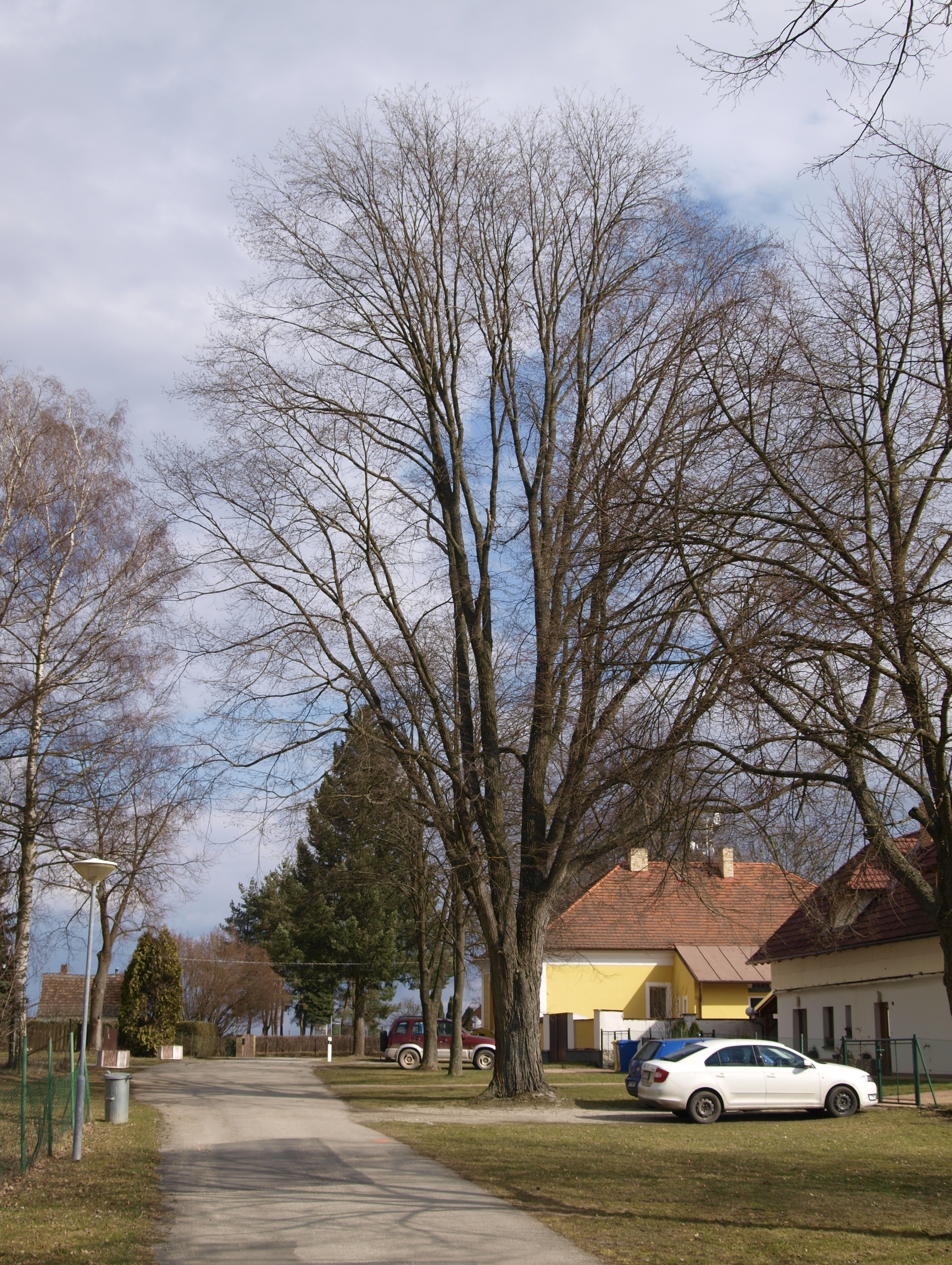
Slavošovický jilm, památný strom